# Aeroilluminazione
L'aeroilluminazione è uno degli aspetti inerenti all'igiene e alla salubrità degli ambienti in cui devono dimorare esseri viventi, e fa parte dei fattori che contribuiscono ad ottenere l'abitabilità. Nello specifico è un insieme di rapporti matematici tra le volumetrie dell'ambiente e le "luci" che permettono l'aerazione e l'illuminazione, come ad esempio porte e finestre.
Riguardando l'igiene e la sanità pubblica, questi rapporti sono regolati a norma di legge, generalmente applicabile a tutti i nuovi interventi soggetti al rilascio di concessione o autorizzazione edilizia da parte del Sindaco.
I fattori di aeroilluminazione toccano anche le condizioni di umidità e isolamento acustico e termico dell'ambiente.
Viene garantito dalla legge che tutti gli spazi abitabili devono possedere una adeguata superficie finestrata ed apribile, tale da garantire una illuminazione e aerazione naturale minima.
Generalmente possono avere deroghe, come l'aeroilluminazione esclusivamente artificiale:
1. i locali destinati ad uffici di grosse dimensioni;
2. i locali aperti al pubblico destinati ad attività commerciali, culturali e ricreative;
3. i locali destinati ad attività che richiedono particolari condizioni di aerazione e/o illuminazione;
4. i locali destinati a servizi igienici nel rispetto di quanto previsto dalle altre leggi - gli spogliatoi e i ripostigli;
5. i locali non destinati alla permanenza di persone;
6. gli spazi destinati al disimpegno e alla circolazione orizzontale e verticale.

Comunque gli ambienti di cui ai punti 1) 2) 3) 5) e 6), generalmente devono rispettare anche speciali requisiti di condizionamento ambientale.

## Manutenzione  e  revisione  periodica
È fatto obbligo ai proprietari di mantenere le condizioni di abitabilità prescritte dalle leggi e dai regolamenti comunali di edilizia e di igiene. Qualora tali condizioni venissero a mancare, gli stessi proprietari devono provvedere alle opportune riparazioni e adeguamenti.
A norma di legge, il Sindaco può far eseguire in ogni momento ispezioni dal personale tecnico dell'A.S.L per accertare le condizioni igieniche. In caso di inosservanza di quanto prescritto, il Sindaco può ordinare i lavori di risanamento necessari ovvero dichiarare inabitabile una casa o parte di essa su proposta del Responsabile del Servizio dell'A.S.L.

## Dichiarazione di alloggio antigienico o inabitabile
Un ambiente viene ritenuto antigienico (un alloggio così dichiarato, una volta libero, non può essere rioccupato fino al ristabilimento a norma di legge) anche solo: per tracce di umidità permanente dovuta a capillarità, condensa o igroscopicità ineliminabili con normali interventi di manutenzione; per locali che presentino requisiti di aeroilluminazione naturale inferiori generalmente del 30% di quelli previsti.
Un ambiente può essere dichiarato addirittura inabitabile (un alloggio così dichiarato deve essere immediatamente sgomberato e non può essere più occupato  fino al ristabilimento a norma di legge) anche solo: per mancanza di ogni sistema di riscaldamento; per requisiti di aeroilluminazione inferiori generalmente del 70% di quelli previsti.